# Associação de Pais e Amigos do Basquetebol de Blumenau
A Associação de Pais e Amigos do Basquetebol de Blumenau, abreviado para APAB Blumenau, é uma equipe de basquetebol da cidade de Blumenau, Santa Catarina, que disputa o Campeonato Brasileiro de Clubes CBB.

## Títulos
| ESTADUAIS | ESTADUAIS              | ESTADUAIS | ESTADUAIS                           |
|           | Competição             | Títulos   | Temporada                           |
| --------- | ---------------------- | --------- | ----------------------------------- |
|           | Campeonato Catarinense | 6         | 2014, 2015, 2017, 2018, 2019 e 2021 |
|           | Copa Santa Catarina    | 2         | 2019 e 2021                         |

### Outros torneios
- Copa Sul-Brasileira de Basquete: 2 vezes (2017 e 2018).
- Jogos Abertos de Santa Catarina: 2019.

## Arena
A equipe manda seus jogos no Ginásio do Clube Ipiranga e no Ginásio do Sesc Vila Nova que comporta aproximadamente 500 pessoas respectivamente.

## Desempenho por temporadas
| Temporada | Nível | Estadual    | Pos. | Pós Temporada | TR   | PL  | Nacional    | Nacional      |
| --------- | ----- | ----------- | ---- | ------------- | ---- | --- | ----------- | ------------- |
| 2012      | 1     | Catarinense | 3º   | Primeira Fase | 3-3  | -   | -           | -             |
| 2013      | 1     | Catarinense | 2º   | Finalista     | 7-1  | -   | -           | -             |
| 2014      | 1     | Catarinense | 1º   | Campeão       | 7-1  | 4-0 | –           | –             |
| 2015      | 1     | Catarinense | 1º   | Campeão       | 6-2  | -   | –           | –             |
| 2016      | 1     | Catarinense | 2º   | Finalista     | 7-3  | -   | –           | –             |
| 2017      | 1     | Catarinense | 1º   | Campeão       | 8-0  | 5-2 | 2 Liga Ouro | Semifinalista |
| 2018      | 1     | Catarinense | 1º   | Campeão       | 12-0 | 4-0 | 2 Liga Ouro | 7º            |
| 2019      | 1     | Catarinense | 1º   | Campeão       |      |     | 2 Liga Ouro | 8º            |